# Regiunea Kiev
Kiev (în ucraineană Київська область, transliterat: Kîiivska oblast) este o regiune din Ucraina. Capitala sa este orașul Kiev, care însă nu face parte din regiune, având un statut administrativ special, de oraș cu rang de regiune.

## Demografie
Componența lingvistică a regiunii Kiev
     Ucraineană (92,27%)
     Rusă (7,17%)
     Alte limbi (0,25%)
Conform recensământului din 2001, majoritatea populației regiunii Kiev era vorbitoare de ucraineană (92,27%), existând în minoritate și vorbitori de rusă (7,17%).